# أناركية فردانية في فرنسا
أسست الأناركية (اللاسلطوية) الفردانية في فرنسا خطًا فكريًا ينطلق من النشاط والكتابات الرائدة لبيير جوزيف برودون وأنسيلم بيلغاريغ في منتصف القرن التاسع عشر. طُرحت في بداية القرن العشرين منشورات مثل لاندور ولانارشي، ووُجد كتاب وناشطون يؤمنون بمبادئها مثل إيميلي أرماند، وهان رينر، وهنري زيسلي، وألبيرت ليبرتاد وزو داكسا. ظهرت في السنوات التالية للحرب منشورات لينيك والكتاب الناشطين مثل تشارلز أوغست بونتمبس. ووُجد تعبير جديد لها في الأزمنة المعاصرة في كتابات الفيلسوف كثير الإنتاج ميشيل أونفراي.
تشير الأناركية الفردانية إلى العديد من التقاليد الفكرية داخل حركة الأناركية التي تؤكد على الفرد وعلى إرادته عن طريق محددات خارجية مثل مجموعات، أو مجتمع، أو أنظمة أيديولوجية. تميزت الأناركية الفردانية الفرنسية بمجموعة انتقائية من التيارات الفكرية والممارسات التي شملت الفكر الحر، ومذهب العري، والحب الحر، ومعاداة النزعة العسكرية وعدم الشرعية.

## التطورات الأولية

### بيير جوزيف برودون
كان بيير جوزيف برودون (1809- 1865) أول فيلسوف يطلق على نفسه اسم «أناركي». يعتبر البعض برودون أناركيًا فردانيًا، بينما يعتبره البعض الآخر أناركيًا اجتماعيًا. يرفض بعض المعلقين ذلك، مشيرين إلى تفضيله المؤسسات في الصناعات الكبيرة بدلًا من السيطرة الأناركية. مع ذلك، كان له تأثير بين الأناركيين الفردانيين الأمريكيين؛ في الأربعينيات والخمسينيات من القرن التاسع عشر، عرّف كل من تشارلز إيه. دانا، وويليام بي. غرين الولايات المتحدة على أعمال برودون. عدّل غرين نظرية برودون للمقايضة لتتناسب مع الظروف الأمريكية وعرضها على بينجامين آر. تاكر.
عارض برودون صلاحيات الحكومة التي تحمي الرأسمالية والمصارف ومصالح الأراضي، وتراكم الممتلكات أو حيازتها (وأي شكل من أشكال الإكراه التي أدت إليها) والتي كان يعتقد أنها تشكل عائقًا للتنافس وتسبب تمركز الثروات. انحاز برودون إلى حق الأفراد بالاحتفاظ بمنتج عملهم على أنه ملكية خاصة لهم، ولكنه كان يعتقد أن أي ممتلكات غير هذه، هي ممتلكات غير شرعية. لذا وجد أن الممتلكات الخاصة ضرورية للحرية وأنها طريق للطغيان في آن واحد، وقد استنتج الأولى عندما نتجت عن العمل وكانت مطلوبة من أجل العمل، والأخيرة عندما نتجت عن الاستغلال وكانت سببًا له (الأرباح، والمصالح، والإيجار، والضرائب). أطلق عمومًا على الأولى مصطلح «الملكية» وعلى الأخيرة مصطلح «ممتلكات». بالنسبة للصناعات واسعة النطاق فقد دعم مؤسسات العمال لتحل محل العمل بالأجرة وعارض استملاك الأراضي.
أكد برودون أنه يجب على العمال أن يحتفظوا بكامل إنتاجهم، وأن الاحتكارات المطلقة للأرض والدين هي القوى التي تمنع ذلك. دعا إلى نظام اقتصادي سماه المقايضة يتضمن الملكية وتبادل الممتلكات الخاصة لكن دون أرباح.
رفض جوزيف ديجاك فلسفة برودون، وفضل الأناركية الشيوعية بدلًا منها، مؤكدًا في رسالة مباشرة لبرودون أن «ليس المنتج الذي صنعه العامل هو ما يحق له امتلاكه، ولكن ما يحق له هو إرضاء احتياجاته، مهما كانت طبيعتها». قال برودون بصفته فردانيًا لا شيوعيًا أناركيًا إن «الشيوعية...هي الإنكار الشديد للمجتمع بأساسه...» وصرح بأن «الممتلكات هي سرقة» مشيرًا إلى رفضه لحقوق ملكية الأرض التي تُمنح إلى شخص لا يستخدم هذه الأرض.